# Patrizia Gattaceca
Patrizia Gattaceca [patʁitsja ɡatatʃeka] est une chanteuse, poétesse et comédienne corse née le 7 octobre 1957 à Penta-Acquatella (Haute-Corse).

## Biographie
Patrizia Gattaceca est poétesse, auteure-compositrice, chanteuse et comédienne. Elle est la cofondatrice, avec Patrizia Poli, des Nouvelles Polyphonies Corses en 1990 avec lesquelles elle a obtenu en 1992 une Victoire de la musique, catégorie meilleur album de musique traditionnelle. Elle est connue du grand public pour avoir chanté lors de la cérémonie d'ouverture des Jeux olympiques d'Albertville cette même année.
Son premier album solo Di Filetta e d’Amore paraît en 2005, il s'inspire de son ouvrage A paglia è u focu édité en 2000 aux éditions Les Belles Lettres.
En novembre 2007, Patrizia Gattaceca est mise en examen pour recel de malfaiteurs en relation avec une entreprise terroriste dans le cadre de l'enquête sur la cavale d'Yvan Colonna. Elle aurait hébergé à deux reprises Yvan Colonna, en 2002, quand ce dernier était en fuite. Elle a déclaré aux enquêteurs :  J’ai désobéi à une loi, mais j’ai aussi obéi à une autre loi : celle du devoir d'entraide, d’hospitalité et de solidarité, quitte à cacher un fugitif. Ce n’est pas exclusivement une valeur corse... En juillet 2010, elle est condamnée à 2 ans de prison avec sursis.

## Parcours
En 1976, alors qu’elle est lycéenne à Bastia, encouragée par son professeur de corse Ghjacumu Thiers, elle enregistre son premier 45 tours,  elle rencontre ensuite  Patrizia Poli et crée avec elle  E duie Patrizie.  Le duo enregistre  un 45 tours en 1977. L'album Scuprendu l'alba corsa, paraît en 1978. En 1980 naît le trio Fola Fuletta composé des Duie Patrizie et de Lydia Poli ( jeune soeur de Patrizia Poli) . Chant et théâtre sont au programme du trio.
En 1980, Patrizia Gattaceca crée le groupe Ottobre aux côtés du compositeur Christophe Mac Daniel, un des leaders du groupe Rialzu crée en 1978, très inspiré de Zeuhl music . Ottobre qui propose un répertoire basé sur l' improvisation vocale et musicale, participe au Printemps de Bourges dans la catégorie découvertes en 1987. En 1986 Ottobre édite un premier 45 tours et en 1988 un album Vinyle éponyme.
L'aventure se termine en 1989 quand Patrizia Gattaceca rejoint Patrizia Poli pour travailler sur le projet des Nouvelles Polyphonies Corses, sous la direction du producteur Hector Zazou. L'ensemble est alors composé de voix de femmes et d'hommes.
Les Nouvelles Polyphonies Corses sont récompensées en 1992 par les Victoires de la musique du meilleur album de musique traditionnelle. La formation participe  la même année à l'ouverture des JO d'Albertville en interprétant le titre Giramondu sur une chorégraphie de Philippe Decouflé.
En 1998 le trio Soledonna, chœur féminin des Nouvelles Polyphonies Corses entame un travail de création et de réflexion sur la polyphonie purement féminine donnant naissance à trois autres albums. Le trio est récompensé par le Grand Prix Sacem  en 1998.
En 2005, la chanteuse entame un parcours solo. Elle rencontre Jean Bernard Rongiconi compositeur, arrangeur et producteur avec qui elle travaille aujourd’hui encore.
Patrizia Gattaceca  a à son actif sept recueils de poèmes.
En 1991, elle obtient un Capes de langue et culture corses, en 2006 elle intègre l'Université de Corse en tant qu’enseignante. Ses différentes activités la conduisent à s'interroger sur le chant et la poésie dans la société insulaire, à travers un travail de recherches lié à l’observation de la production discographique sur plus de quarante ans. Son ouvrage Cantu in mossa, Le chant corse sur la voie, paru en 2016 aux éditions Albiana  est une fresque sur la chanson corse qui prend en compte et analyse le parcours de plusieurs générations d'interprètes, d'auteurs et de compositeurs.
Son album Di filetta è d'amore  édité en 2005 est directement inspiré de son livre  A paglia è u focu paru aux Belles lettres en 2000.
Passagera  paru en 2017, compile une grande partie du répertoire de la chanteuse.
En 2018 paraît Terra Nostra, hymne au voyage.
En 2019  la chanteuse rend hommage au poète Paul Valéry ;  dans l'album Carmini, elle interprète douze Charmes de l'auteur. Cette production a été récompensée en 2020 par le Grand prix de l'Académie Charles Cros.
Epupea, l'épopée du Digénis Akritas parue en 2021 est un projet associé à l' Université de Corse Pasquale Paoli ; La Geste du héros Byzantin est  interprétée en corse et en italien.
En 2021, elle joue le rôle d'une femme de chambre dans la comédie d' Éric Fraticelli , Permis de construire.
A Cerca paru en 2022 revisite le mythe de Noé.
U Cantu di i Canti paru en 2025 est inspiré du Cantique des Cantiques ( Livre de la Bible).
Patrizia Gattaceca a écrit et composé pour de nombreux artistes, entre autres, Canta U Populu Corsu, Chjami Aghjalesi, Antoine Ciosi ou Felì.

## Discographie
- 1976 : Tribbiera, éd Kalliste
- 1977 : Sperenza, E duie Patrizie, éd Kalliste
- 1978 : Scuprendu l'alba corsa: E duie Patrizie, éd Ricordu
- 1981 : Esse, Chjami Aghjalesi cù E duie Patrizie, éd Ricordu
- 1987 : Focu, éd Ricordu
- 1988 : Ottobre, éd Ricordu
- 1992 : Les Nouvelles Polyphonies corses, éd Universal
- 1996 : In Paradisu, Les Nouvelles Polyphonies corses éd Universal
- 1998 : Marine, Trio Soledonna, éd Universal
- 1999 : Le meilleur des Nouvelles Polyphonies corses, éd Universal
- 2001 : Isulanima, Trio Soledonna, éd Universal
- 2005 : Di Filetta è d'amore, éd Ricordu
- 2008 : Meziornu, éd Ricordu
- 2015 : Passagera, éd Ricordu
- 2017 : Live in Bastia, DVD, prod Arcubalenu
- 2018 : Terra Nostra, éd K.I.F MUSIC
- 2019 : Carmini, éd K.I.F. MUSIC/FOO MANCHU
- 2020 : Dì u mare, (puesia è musica di u mediterraniu) en collaboration avec Stephane Casalta, Isula è terra prod
- 2021 : Epupea (Digenis Akritas). Projet associé à l'Università di Corsica.
- 2022 : A Cerca. Production L’Ange Publishing.
- 2025 : U Cantu di i canti. Production L'Ange Publishing.

## Collaborations discographique groupes insulaires
- 1979 : Libertà : Collectif, éd indépendant
- 1979 : Chjamu a puesia, Canta u populu corsu, éd Ricordu
- 1980 : Esse : I Chjami Aghjalesi cù E duie Patrizie, éd Ricordu
- 1981 : Festa Zitellina, Canta U Populu Corsu, éd Ricordu
- 2018 : Canta u populu corsu
- 2019 : Animantiga, Stéphane Casalta, Roberta Alloisio
- 2022 : Animantiga, second volume, Album collectif

## Autres collaborations discographiques
- 1992 : John Cale, Jon Hassel, Ryuischi Sakamoto, Ivo Papasov, Manu Dibango, Album Les nouvelles polyphonies corses, éd Universal
- 1992 : Hector Zazou, Album Les Nouvelles polyphonies corses, éd Universal
- 1996 : John Cale, Patti Smith, Album In Paradisu, éd Universal
- 2005 : Francis Lalanne, Album Di filetta è d'amore, éd Ricordu
- 2007 : Henry Padovani, Album Meziornu, éd Ricordu

## Répertoires
- Polyphonie, Trio Soledonna (Les Nouvelles Polyphonies corses)
- World music, pop rock
- Récital Digenis Akritas (épopée byzantine)
- Carmini projet musical : poèmes de Paul Valéry
- Récital : U Cantu di i Canti ( inspiré du Cantique des cantiques)
- Théâtre: Spectacles récents :

- U ruminzulaghju de Dumenicu Antone Geronimi avec Marianne Nativi ( Locu Teatrale)
- Sintinelli de Laurent Simonpoli : Théâtre , chant, musique. Mise en scène Laurent Simonpoli.
- Arte Sussurata (Poésie, Danse, Musique, Maping), Compagnie Art Mouv.
- Bella Ciao, sous la direction d'Orlando Furioso Teatreuropa.
- La Creazione di l'amore de Frédérique Balbinot, mise en scène Frédérique Balbinot.
- Ghjelusia : Seul en scène, texte de Joseph Agostini, mise en scène Daniel Delorme.
- By Air : Seul en scène
- L'Acquatorbida the place to be : Seul en scène
- Stand up

## Publications
- 1996 : Arcubalenu, poèmes, éd Albiana.
- 2000 : A paglia è u focu, La paille et le feu, conte poétique, éd Les Belles lettres, trad: Francis Lalanne
- 2005 : Mosaicu, éd SCP, Haïkus, trad Patrizia Gattaceca, Francis Lalanne.
- 2010 : Tempi di rena, Dans le duvet de la Cendre, poèmes, éd Albiana, trad: Dominique Verdoni.
- 2013 : Isula D'anima, Soul Island, poèmes, éd Three Room Press, New York, trad: Frédérique Mattei Jordan.
- 2015 : Paesi ossessiunali, poèmes, éd Albiana, CCU.
- 2017 : Cantu in mossa, Le chant corse sur la voie, éd Albiana.
- 2023 : Serranu puesiole ? / La traversée, éd Albiana, CCU.
- Participation à de Nombreux Ouvrages Collectifs.

## Prix et distinctions
- 1992 : Victoires de la musique pour le meilleur album de musique traditionnelle (Les Nouvelles Polyphonies corses)
- 1996 : Prix  Marceline Desbordes-Valmore pour son recueil de poèmes Arcubalenu
- 1998 : Grand prix Sacem[10]
- 2019 : Grand Prix de l’Académie Charles Cros[11] pour son Album Carmini